# Jan-Olof Lind

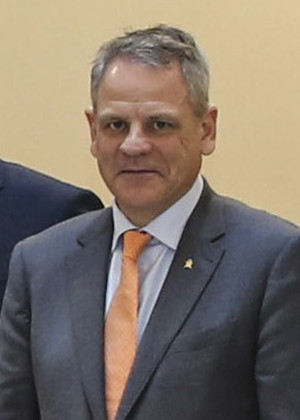
Jan-Olof Lind (2019)

Jan-Olof Lind, född 1962, är en svensk ämbetsman som sedan 1 september 2023 är generaldirektör för Mediemyndigheten. Sedan han avslutat sin position som statssekreterare i Försvarsdepartementet där han verkade mellan 2019 och 2023 var han april till och med augusti 2023 tillfällig chef (vikariat) för analysavdelningen på Tillväxtverket. Närmast dessförinnan var han generaldirektör för Totalförsvarets forskningsinstitut (FOI). 
Efter utbildning inom företagsekonomi och nationalekonomi arbetade han inom Finansdepartementet och Exportkreditnämnden. Han var 1997–1998 sekreterare i en utredning om officersutbildning, och hade 1999–2003 en tjänst vid Försvarsdepartementets militära enhet, där han var departementsråd och biträdande chef. 2003–2007 var han överdirektör vid Försvarets materielverk (FMV) och fyllde samtidigt rollen som Sveriges nationelle försvarsmaterieldirektör (NAD) i kontakter mot NATO och Europeiska försvarsbyrån (EDA).
1 oktober 2007 utsågs Lind till överdirektör vid Totalförsvarets forskningsinstitut (FOI). Från 1 april 2009 var han vikarierande generaldirektör för FOI, och från 1 juli 2010 var han FOI:s generaldirektör.
Jan-Olof Lind blev under våren 2012 uppmärksammad i media efter ett reportage i Ekot kring ett vapensamarbete, "Projekt Simoom", mellan Sverige och Saudiarabien, där Lind bestämt förnekade kännedom om både projektet och det bulvanföretag, Swedish Security Technology & Innovation (SSTI), som hade upprättats för att genomföra projektet. Projektet ledde till försvarsminister Sten Tolgfors avgång, men regeringen Reinfeldt förlängde ändå Jan-Olof Linds förordnande ytterligare sex år den 28 juni 2012 på inrådan av Tolgfors efterträdare, Karin Enström.